# Kisei 2009
Il Kisei 2009 è stata la 33ª edizione del torneo goistico giapponese Kisei.

## Fase Finale
- W indica vittoria col bianco
- B indica vittoria col nero
- X indica la sconfitta
- +R indica che la partita si è conclusa per abbandono
- +N indica lo scarto dei punti a fine partita

### Gruppo A
| Giocatore       | C.C.  | O.R. | Y.I. | S.T.  | S.K.  | S.Y.  | Risultato | Note                                        |
| --------------- | ----- | ---- | ---- | ----- | ----- | ----- | --------- | ------------------------------------------- |
| Cho Chikun      | –     | B+R  | X    | X     | W+0,5 | X     | 2-3       | Qualificato alla fase finale del Kisei 2010 |
| Ō Rissei        | X     | –    | X    | X     | B+R   | W+R   | 2-3       | Qualificato alla fase finale del Kisei 2010 |
| Yūta Iyama      | B+R   | W+R  | –    | B+R   | W+R   | B+7,5 | 5-0       | Qualificato alla finale degli sfidanti      |
| Shinji Takao    | W+R   | B+R  | X    | –     | B+R   | X     | 3-2       | Qualificato alla fase finale del Kisei 2010 |
| Satoshi Kataoka | X     | X    | X    | X     | –     | B+R   | 1-4       | Retrocesso                                  |
| Satoshi Yuki    | W+0,5 | X    | X    | B+2,5 | X     | –     | 2-3       | Retrocesso                                  |

### Gruppo B
| Giocatore      | C.U.  | A.K.  | N.Y.  | N.H. | R.K.  | K.H.  | Risultato | Note                                        |
| -------------- | ----- | ----- | ----- | ---- | ----- | ----- | --------- | ------------------------------------------- |
| Cho U          | –     | W+R   | X     | X    | B+3,5 | W+1,5 | 3-2       | Qualificato alla fase finale del Kisei 2010 |
| Atsushi Kato   | X     | –     | X     | B+R  | X     | X     | 1-4       | Retrocesso                                  |
| Norimoto Yoda  | W+1,5 | B+0,5 | –     | X    | B+R   | W+3,5 | 4-1       | Qualificato alla finale degli sfidanti      |
| Naoki Hane     | B+3,5 | X     | B+2,5 | –    | X     | B+R   | 3-2       | Qualificato alla fase finale del Kisei 2010 |
| Rin Kono       | X     | B+R   | X     | B+R  | –     | W+R   | 3-2       | Qualificato alla fase finale del Kisei 2010 |
| Kunihisa Honda | X     | W+R   | X     | X    | X     | –     | 1-4       | Retrocesso                                  |

## Finale degli sfidanti
I due vincitori dei gruppi A e B si sono sfidati il 23 ottobre 2008.